# Laubressel
Laubressel ist eine französische Gemeinde mit 559 Einwohnern (Stand: 1. Januar 2022) im Département Aube in der Region Grand Est (vor 2016 Champagne-Ardenne); sie gehört zum Arrondissement Troyes und zum Kanton Vendeuvre-sur-Barse. 

## Geographie
Laubressel liegt etwa acht Kilometer östlich von Troyes. Umgeben wird Laubressel von den Nachbargemeinden Mesnil-Sellières im Norden, Dosches im Norden und Osten, Lusigny-sur-Barse im Südosten und Süden, Courteranges im Süden, Thennelières im Südwesten und Westen sowie Bouranton im Westen und Nordwesten. 

## Bevölkerungsentwicklung
| Jahr                       | 1962 | 1968 | 1975 | 1982 | 1990 | 1999 | 2006 | 2011 | 2019 |
| Einwohner                  | 228  | 267  | 239  | 258  | 279  | 329  | 396  | 486  | 569  |
| Quellen: Cassini und INSEE |      |      |      |      |      |      |      |      |      |

## Sehenswürdigkeiten

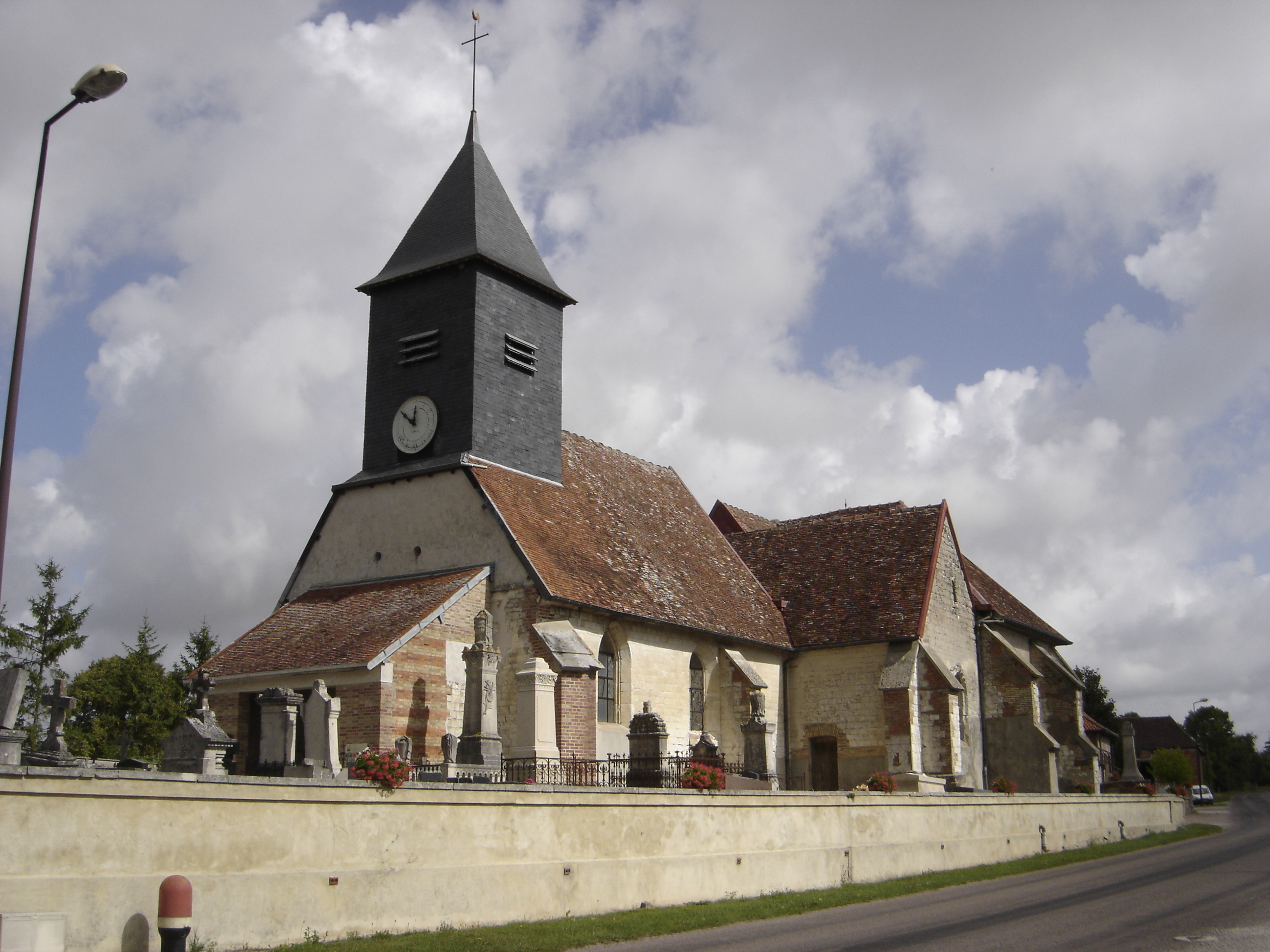
Kirche Notre-Dame-de-l’Assomption

- Kirche Notre-Dame-de-l’Assomption